# Griego panfilio
El griego panfilio (Παμφυλιακή διάλεκτος en lengua griega) es un dialecto aislado y poco atestiguado del griego antiguo que era hablado en Panfilia, en la costa sur Asia Menor. Sus orígenes y la relación a otros dialectos griegos es incierta. Ciertos estudiosos distinguen en el dialecto panfilio isoglosas importantes con el arcadochipriota que los permite estudiar juntos. Panfilia significa "tierra de todas las phyles (tribus)". La tradición decía que los aqueos se habían asentado en la región bajo la jefatura de Anfíloco, Calcas, y Mopso. Aun así, otras ciudades en Panfilia fueron establecidas por tribus griegas diferentes: Aspendo era una colonia de Argos, Side era colonia de la eólica Cime, Silio (cerca de la actual Antalya) era una colonia de una metrópolis griega desconocida y Perga era una colonia establecida por una ola de griegos del norte de Anatolia. El aislamiento del dialecto tuvo lugar incluso antes de la aparición del artículo en griego. El panfilio es el único dialecto que no utiliza artículos aparte del micénico y la lengua poética.

## Pronunciación y escritura

Digamma panfilia

Panfilia tuvo una variante de alfabeto local que usaba tanto la particular  digamma panfilia" (Ͷ)  como la digamma estándar (Ϝ), la cual era probablemente tomada prestada de otros alfabetos griegos. Se ha conjeturado que el sonido original /w/ en algunas posiciones (tras vocales) era representado por Ͷ; cuando el sonido cambia al labiodental /v/ en el dialecto panfilio, estaría representado por Ϝ. A veces Ͷ se usaba en el lugar de beta.

Sampi panfilia

Hay también una sampi similar a psi () usada probablemente para representar los sonidos /s/, /ss/, o /ps/.
Una inscripción de Perge datada alrededor del 400 a. C. se lee: Ͷανάαι Πρειίαι Κλεμύτας Λϝαράμυ Ͷασιρϝο̄τας ἀνέθε̄κε (="Vanassāi Preiiāi Klemutas Lwaramu Vasirwōtas anethēke", "Klemutas el vasirwotas, hijo de Lwaramus, dedicó esto a la Reina de Perge").

## Glosario
- ἀβελιακόν/abeliakon – solar (ático: ἡλιακόν, heliakon)
- Ἀβώβας/Abôbas – Adonis (ático: ὁ Ἄδωνις)
- ἄγεθλα/agethla – víctimas sacrificiales (ático: "las conducidas")
- ἀγός/agos – Sacerdote (ático: hiereus, Cf. agô)
- ἀδρί/adri (ático: ἀδρί, andri, dativo de aner, significado "a (para) el hombre")
- Ἀηδών/Aêdôn o Ἀβηδών/Abêdôn – Atenea
- αἰβετός/aibetos – Águila (ático: ἀετός, aetos)
- ἀμείνασις/ameinasis – mentha (ático: ἡδύοσμον, hêdyosmon)
- Ἀπέλο̄ν/Apelon (ático: Ἀπόλλων)
- ἄρκυμα/arkuma – langosta (ático: ἀκρίς, akris)
- ἀτρώποισι/atrôpoisi o ἀτρο̄́ποισι dativo, plural (ático:  τοῖς ἀνθρώποις, tois anthropois, "a/para las personas")[4]
- βαβέλιος/babelios – sol (Cretense y dórico: ἀβέλιος, abelios; Laconio: βέλα, bela; Eólico: ἀέλιος, aelios; Jónico: ἠέλιος, ēelios; ático: helios)
- βόϝα/bowa – oxen, ganado?[5] (ático: bota boes)
- βο̄λε̄μενυς/bolemenus – sispuesto (ático: boulomenos) (ἐβο̄λᾱσετυ/ebolasetu –  quisieron (ático: eboulêthêsan)[6]
- βουρικυπάρισσος/bourikuparissos – Viña (ático: ampelos)
- Εστϝεδιιυς/Estwediius – Aspendios o Aspendio
- ϝέτιια/wetiia – años (ático: etê; Homérico: etea; Locrio, Elide, y Arcadochipriota: Wetos; en latín: vetus)
- ϝίλσις/wilsis – Aflicción (genitivo de wilsiios).[7]
- ἰκτίς/iktis – comadreja, gato u otro felino (ático: αἴλουρος, aílouros; ático: iktis)
- ἴοδυ/iodu – imp.  tendrían que irse (ático: iontôn)[8]
- κασσύας/kassuas – thunnus (ático: ὄρκυνος, orkunos, orcynus)
- κατεϝέρξοδυ/katewerxodu  (katarxontôn?)[9]
- κόρκορας/korkoras – Pájaro o gallo (griego Moderno: kókoras)
- κόρταφος/kortaphos – sien (ático κόρταφος, krotaphos)
- λάφνη/laphnê – Dafne (ático: δάφνη)
- λάψα/lapsa – nabo (ático: γογγυλίς, gongulis)
- νι/ni – en o uno (ático: en o hen)[10]
- ὀρούβω/oroubô – arremeter (Homérico: orouô,[11] ornumi)
- πέδε/pede – cinco (ático: πέντε, pente; griego moderno: pende, informal pede)[12]
- περτέδο̄κε/pertedoke –  él dio (ático: prosedôke; Aeolico: pres para ático pros)[13]
- πηρία/pêria – Campo o granja
- σαράπιοι/sarapiοi – Pez pequeño, chucla o sparidae (ático: μαινίδες, mainides)
- σισίλαρος/sisilaros – Perdices (ático: πέρδιξ, perdix)
- σκυδρὺ/skudru
- τριμίσκον/trimiskon – Ropa  (ático: himation, tribon; Koiné: trimitos o trimiton)
- ὕλογος/hulogos – Ejército (ático: stratos; ático: σύλλογος, syllogos significado "reunión")
- Ͷανάϡα Πρειία/Vanassa Preiia – dama-diosa (Homérico: ϝάνασσα ver wanax; Κλεμύτας Λϝαραμυ Ͷασιρϝο̄τας lo dedicó a ella)[14]
- ͷοῖκυ/voiku – Casa (ático: oikos; Cretense y Locrio: ϝοικία, Woikia)[15]
- ͷρυμάλια/ͷrumalia[16]
- φάβος/phabos – luz (Homérico: phaos; ático: phôs)
- φεννίον/phennion (ático: μηδικὴ ὁδός, "carretera de Medas")
- φίκατι/phikati – veinte (ático: eikosi; Laconio: beikati; Eólico, dórico: weikati).[17]

## Onomástico
Fuente: Brixhe, Dialecte grec de Pamphylie
- Ἀθιμῖϝυς Athimiwus y Ἀθιμεͷς
- Ἀπελάͷρυͷις Apelavruvis
- Ἀρτιμίνα Artimina Ἀρτιμίδωρυς Artimidôrus (ático: Artemidôros)
- Ἁφαστυς Aphastus (ático: Hephaistos)
- Ἀφορδίσιιυς Aphordisiius (ático: Aphrodisios)
- Βαλυς Balus
- Βοβᾶς Bobas, Βοβᾶτυς
- Γουκαλις Goukalis
- Δέξιϝυς Dexiwus (ático: Dexios)
- Διβῶτυς Dibôtus
- Διϝίδωρυς Diwidôrus (ático: Diodôros) Διϝ- also in Cypriot names
- Διϝονούσιυς Diwonousius (ático: Dionysios)
- Ἑλλόθεμις Ellothemis (Cf.Chpriota: Ἑλλόϝοικος, Ellowoikos del homérico esthlos  "bueno", "bravo")
- Εστλεγιιυς Estlegiius
- Εχϝαλια Echwalia
- Ζοϝαμυς Zowamus
- Ζώϝειτους Zôweitous
- Ϝανάξαδρυς Wanaxadrus – wanax + anêr
- Ϝαρνόπα Warnopa Ϝάρνιτους Warnitous
- Ϝεχιδάμυς Wechidamus (ático: Echedamos)
- Ϝέχιτους Wechitous (ático: Echetos)
- Ϝουκω Woukô
- Θανάδωρυς Thanadorus (ático: Athenodôros)
- Κέδαιϝις Kedaiwis
- Κεσκεὺς Keskeus Κεσκῖϝους Keskiwous
- Κοπερίνα Koperina
- Κορϝαλίνα Korwalina – niña (Arcadocypriot: korwa)
- Κόρραγυς Korragus Ἀσπέδιιυς Aspediius Aspendian
- Κουρασιὼ Kourasiô
- Κυδρομολις Kudromolis
- Λαυδίκα Laudika (ático: Laodikê)
- Μιαλίνα Mialina o Meialina (ático: Megalina, Μιακλις Miaklis; ático: Megaklês)
- Μουριξους Mourixous
- Μουρμακω Mourmakô
- Νεϝοχάρις Newocharis (ático: Neocharês y Νεϝόπολις Newopolis)
- Ὀρυμνιϝυς Orumniwus
- Πεδδᾶτος Peddatos
- Πελλαυρύις Pellauruis
- Περίϝεργυς Periwergus (ático: periergos)
- Ποναμελδῶς Ponameldôs
- Πορσόπα Porsopa
- Πρεῖϝυς Preiwus
- Σϝαρδιας Swardias y Ισϝαρδιας
- Ͷαναξίωνυς Vanaxiônus
- Φορδισία Phordisia (ático: Aphrodisia)
- Χορείνα Choreina